# Thrypticomyia unisetosa nigribasis
Thrypticomyia unisetosa nigribasis is een ondersoort van de tweevleugelige Thrypticomyia unisetosa uit de familie steltmuggen (Limoniidae). De soort komt voor in het Oriëntaals gebied.